# Tour Bismarck
Pour les articles homonymes, voir Tour Bismarck (homonymie) et Bismarck.

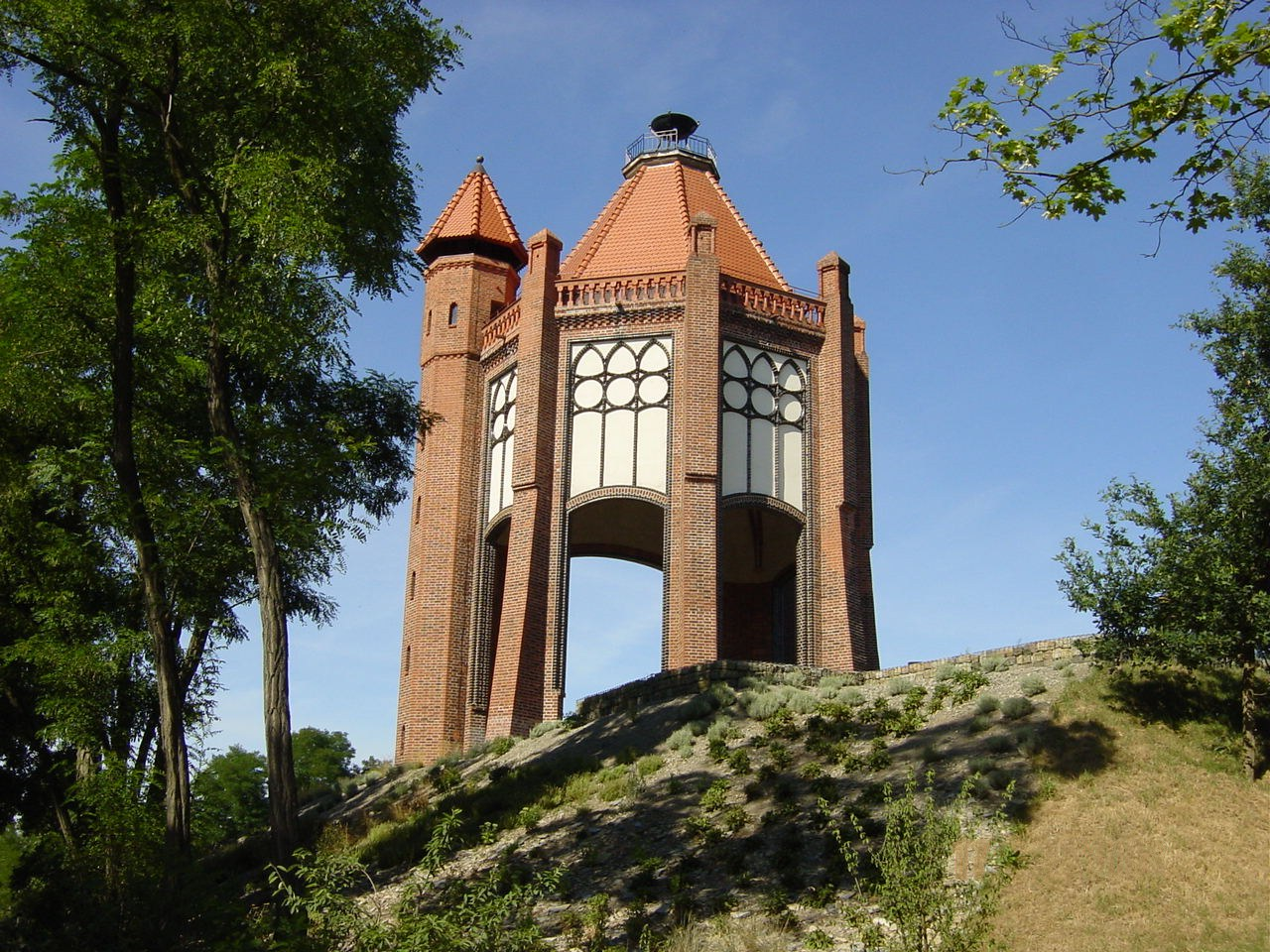
Tour Bismarck à Rathenow

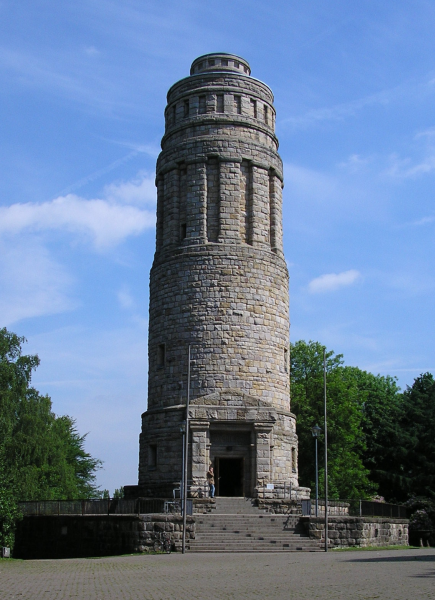
Tour Bismarck à Bochum

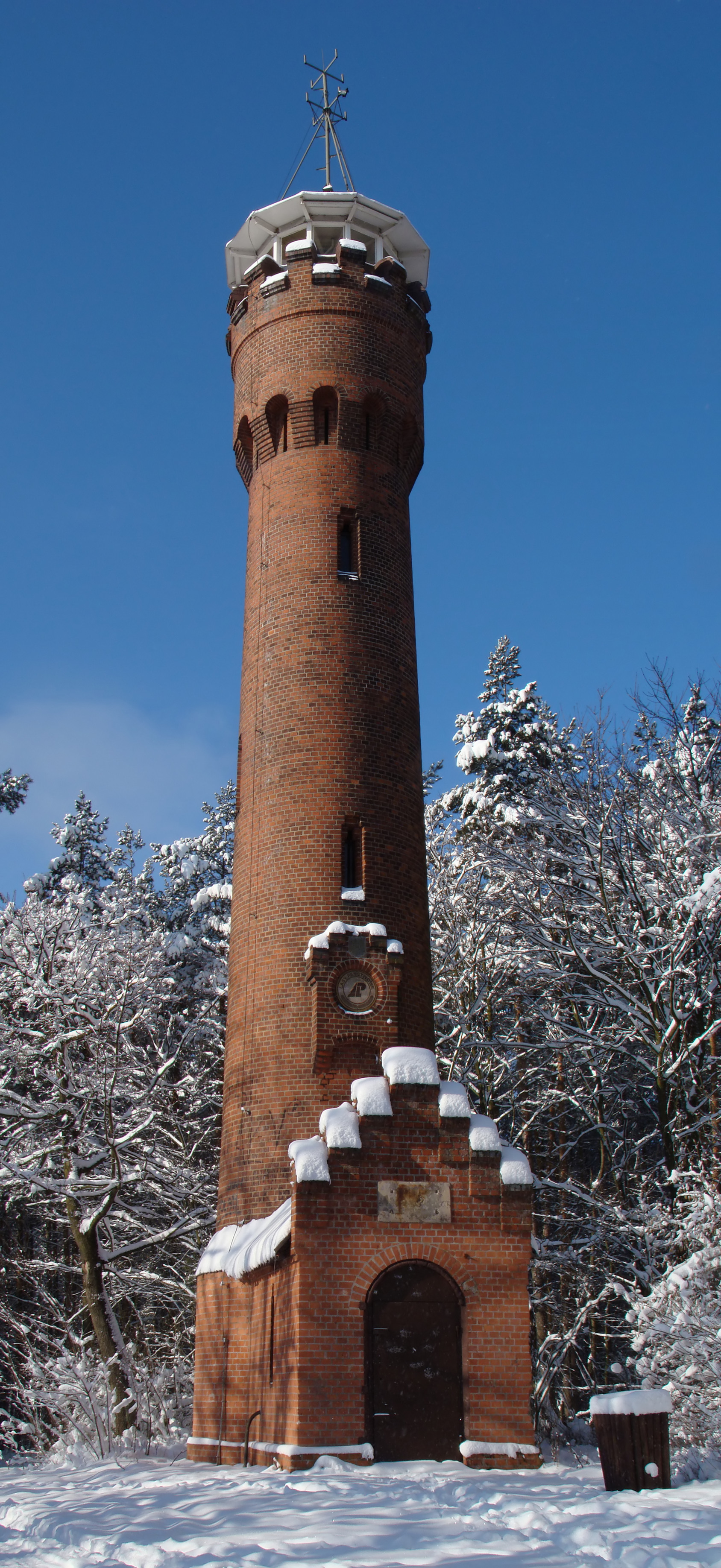
Tour Bismarck à Zielona Góra, Pologne.

Les tours Bismarck sont des monuments commémoratifs allemands, érigés entre la fin du XIXe siècle et le début du XXe siècle, pour célébrer la mémoire du chancelier impérial Otto von Bismarck.

## Contexte historique
Si la première tour en l'honneur de Bismarck a été conçue dès 1863, et construite en 1869, en Basse-Silésie, la majorité de ces tours commémoratives ont été construites entre 1898, date de la mort du chancelier, et 1915, date du 100e anniversaire de sa naissance. En définitive, pas moins de 240 de ces tours ont été construites en Europe, principalement dans l'Empire allemand, mais aussi dans ses anciennes colonies. On retrouve donc des tours en Afrique, en Océanie et en Amérique du Sud. Sur les 240 tours initialement construites, 173 monuments subsistent aujourd'hui.
Ces tours furent construites jusqu'en 1934, dans différents styles et sous différentes formes. Cependant, une quarantaine de tours ont été construites suivant le modèle « Crépuscule des dieux », conçu par l'architecte Wilhelm Kreis, à l'initiative de la Fraternité des étudiants allemands. Les tours Bismarck n'étaient pas des tours de garde ou des tours panoramiques: elles devaient initialement être des « colonnes de feu » avec une flamme à leur sommet. 

## Répartition géographique
- En Allemagne, 146 tours existent toujours sur les 184 construites sur l'actuel territoire de la république fédérale dont celles de Wiesbaden, de Salzgitter, de Wurtzbourg ou de Cologne. La tour de Stuttgart ou celle de Wuppertal sont construites sur le modèle « Crépuscule des dieux ».

- En Autriche, une petite tour de 9 mètres a été érigée en 1907.

- En France, on trouve l'unique tour Bismarck encore debout sur la commune du Ban-Saint-Martin, sur le mont Saint-Quentin, qui domine Metz. Le district de Lorraine, ou « Bezirk Lothringen », fut allemand de 1871 à 1918. La tour est inaugurée en avril 1902 sur la butte dite « de Charles-Quint ». Elle reprend le type architectural « Crépuscule des dieux ». L'autre tour Bismarck se trouvait à Morhange, en Moselle aussi, elle fut construite en 1901 et détruite en 1918.

- Au Danemark, une tour avec un escalier monumental et une statue de 7 mètres de Bismarck fut construite à Apenrade sur le Knivsberg, dans le nord du Schleswig-Holstein. Elle fut détruite par la Résistance danoise en 1945.
- En Pologne, sur la quarantaine de tours construites sur l'actuel territoire polonais 17 tours Bismarck sont encore debout dont celle de Szczecin.

- En Tchéquie, trois de ces tours existent encore.

- En Russie, dans l'oblast de Kaliningrad (ancienne Prusse-Orientale), on trouve deux tours Bismarck, une à Krasnaya Gorka[1] à proximité de Tcherniakhovsk (ex-Insterburg) et une à Gorino à proximité de Neman (ex-Ragnit)[2].

Des tours furent également construites au Cameroun, Nouvelle-Guinée et Tanzanie, alors colonies de l'Empire allemand ainsi qu'au Chili, à Concepción par des émigrés allemands.

## Modèle «Crépuscule des dieux»
Dans le monde, il existe une quarantaine de tours Bismarck du modèle Götterdämmerung, « Crépuscule des dieux ». Cela représente environ un sixième de l'ensemble des tours. Parmi celles-ci, on peut mentionner :

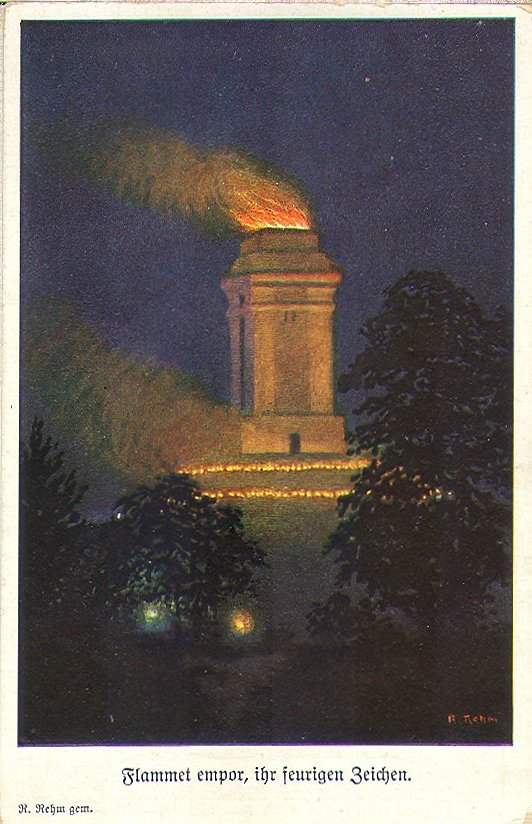
Modèle « Götterdämmerung », représenté de nuit.
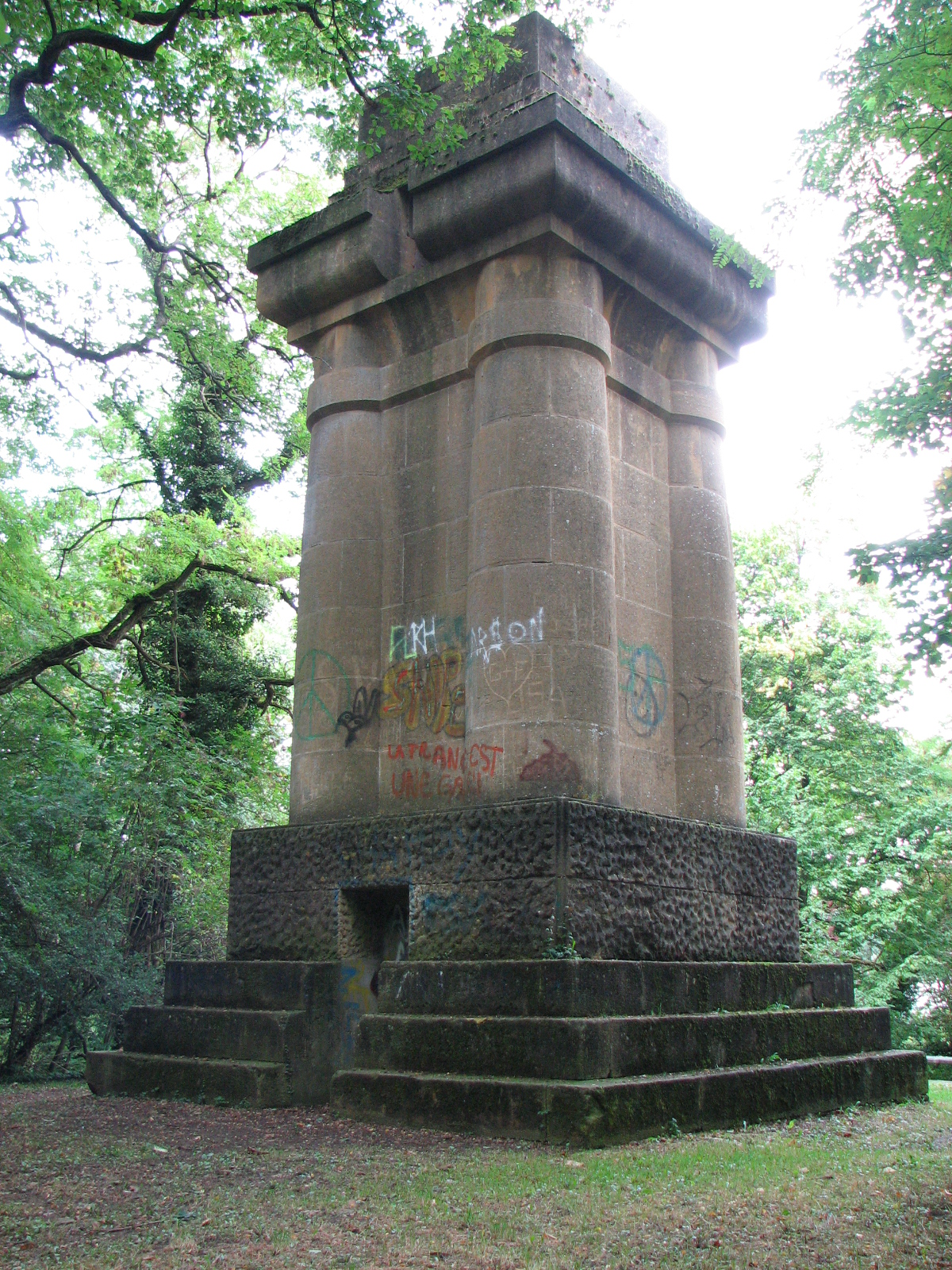
Tour Bismarck de Metz en Lorraine.
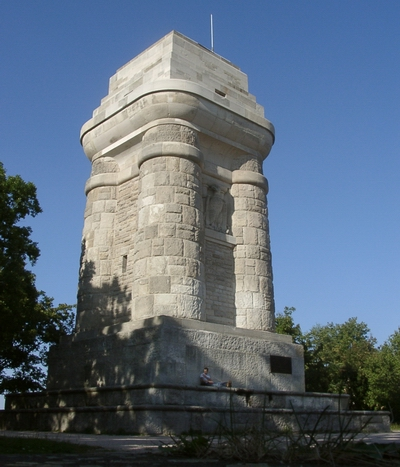
Tour de Stuttgart dans le Bade-Wurtemberg.
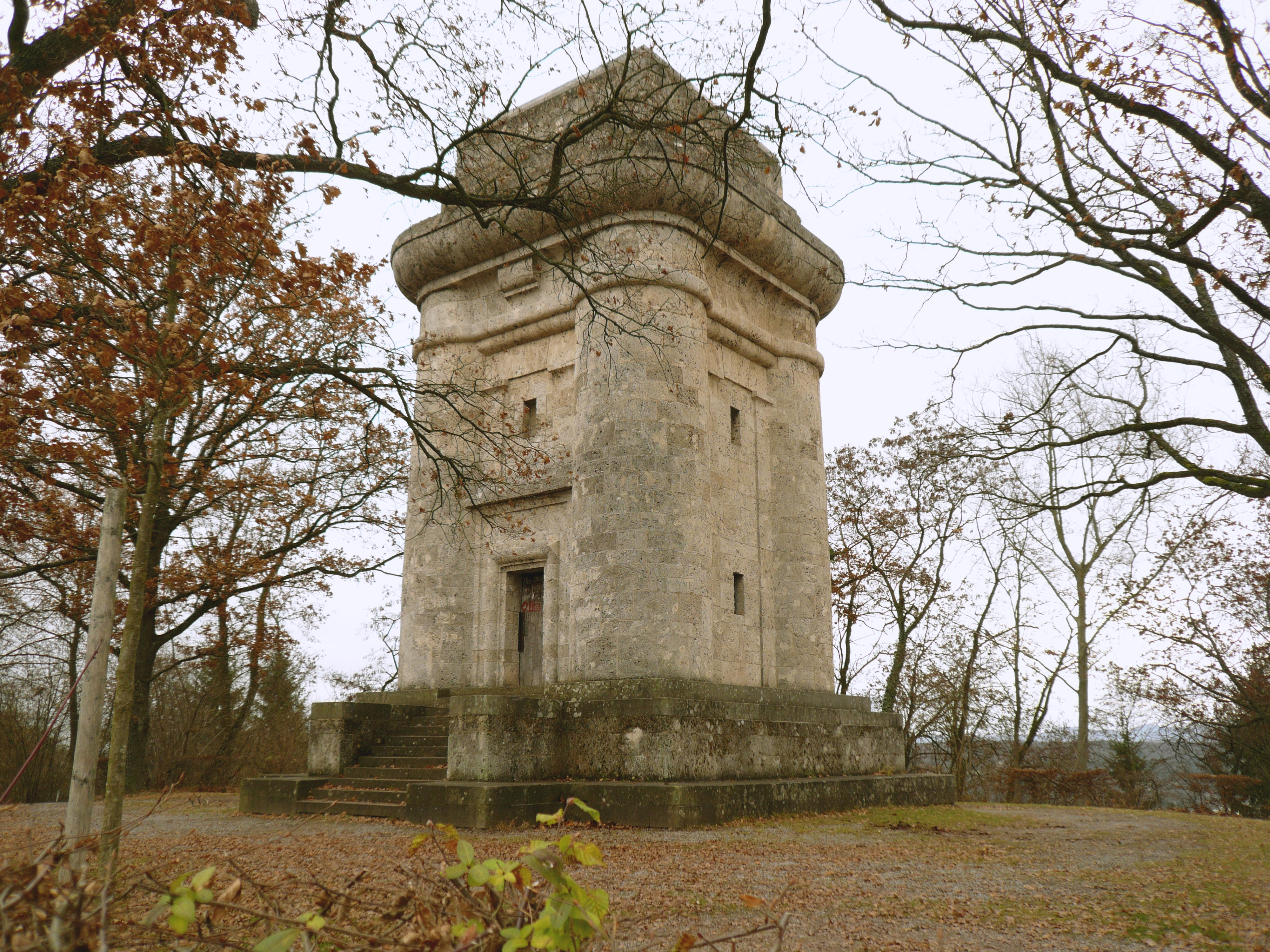
Tour de Tuebingen dans le Bade-Wurtemberg.
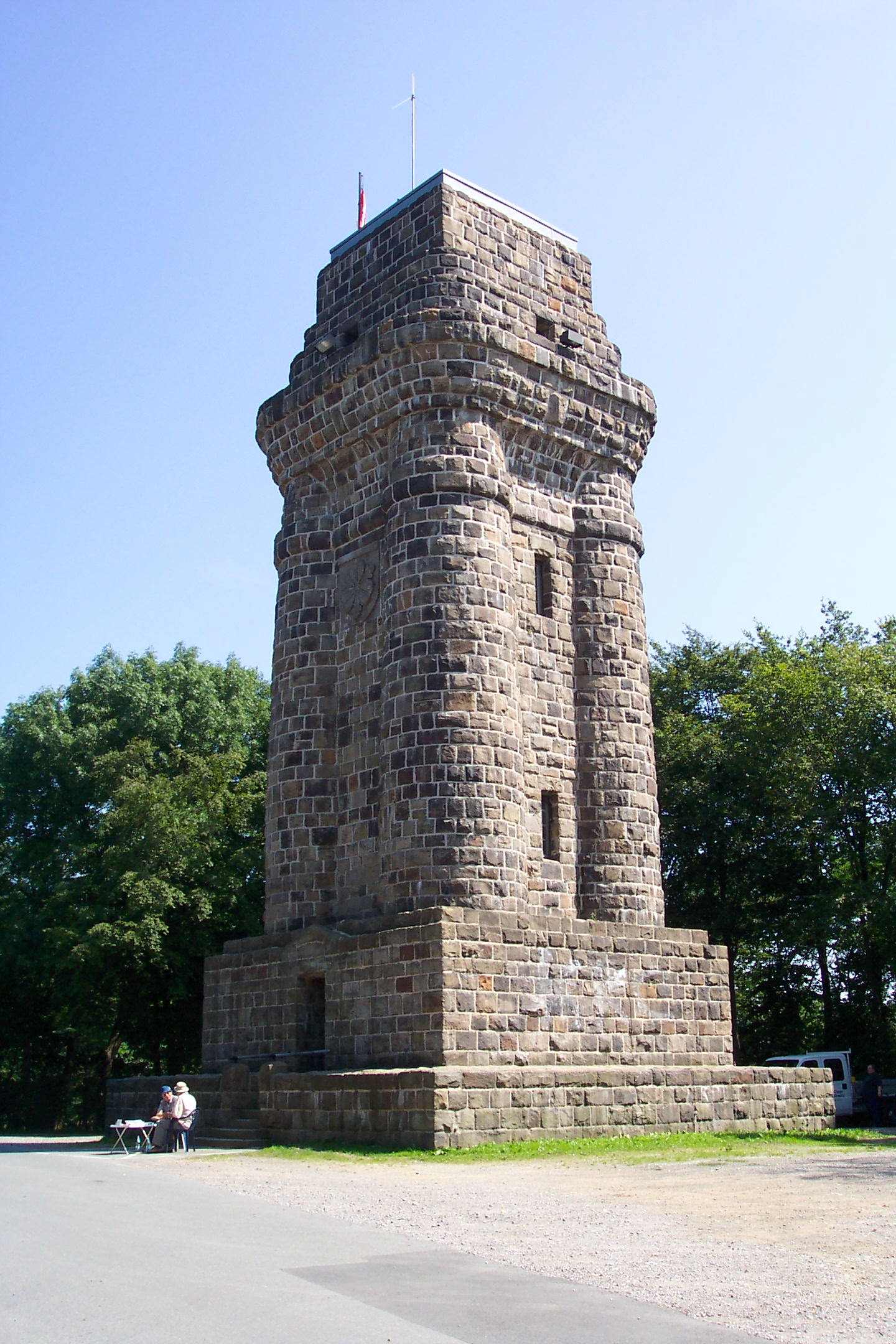
Tour de Wuppertal en Rhénanie-du-Nord-Westphalie.
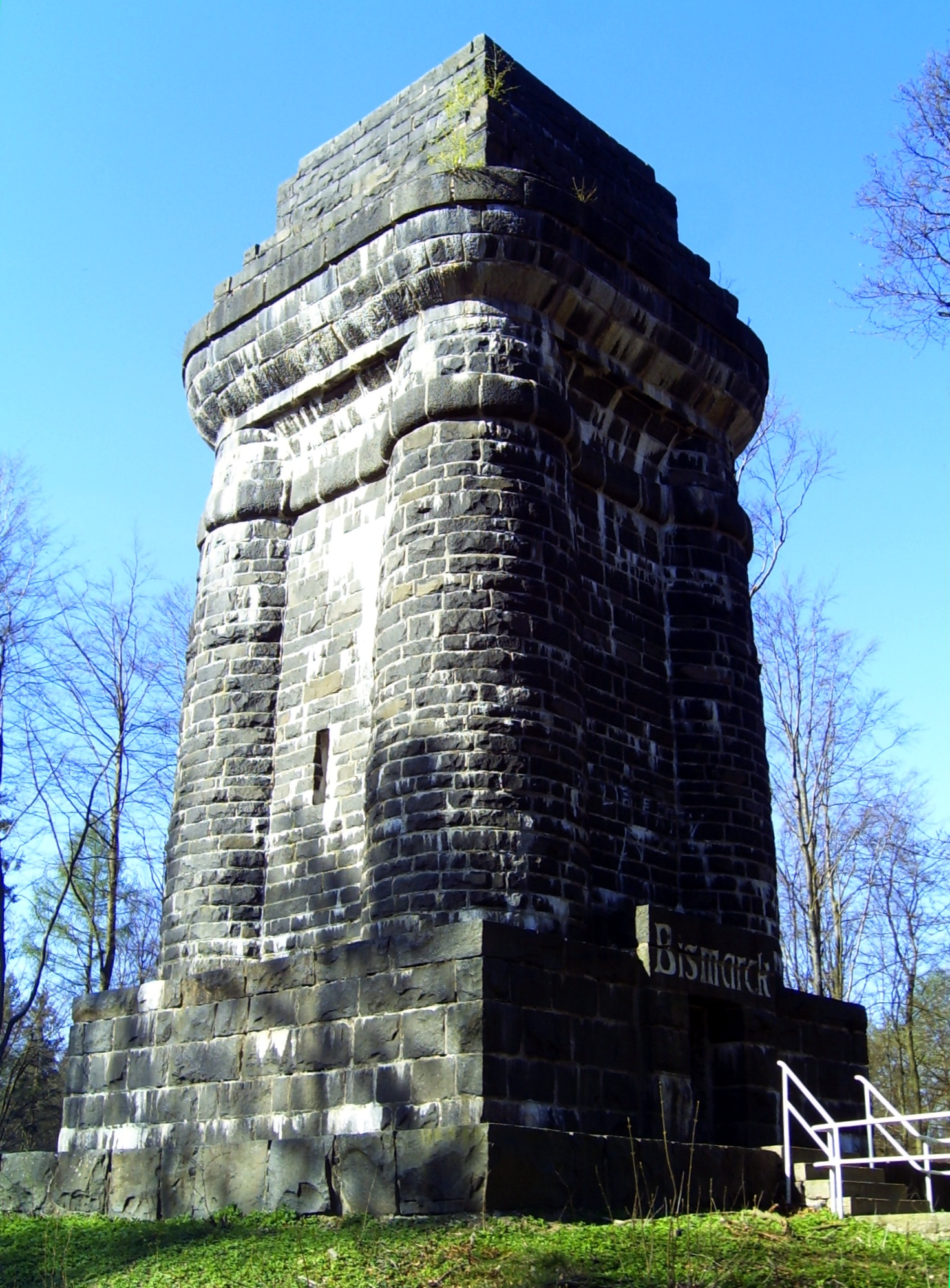
Tour de Itzehoe dans le Schleswig-Holstein.
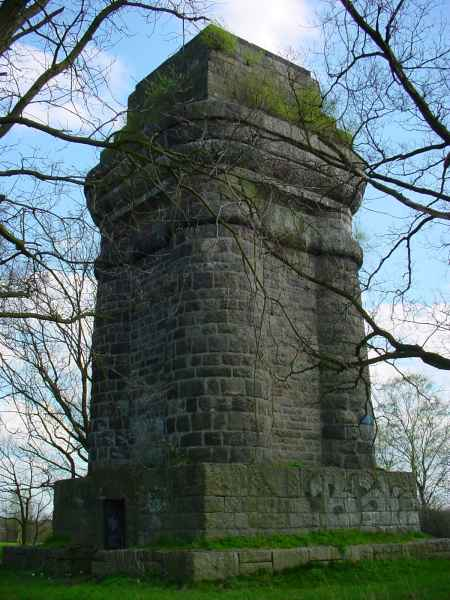
Tour de Reinbek dans le Schleswig-Holstein.
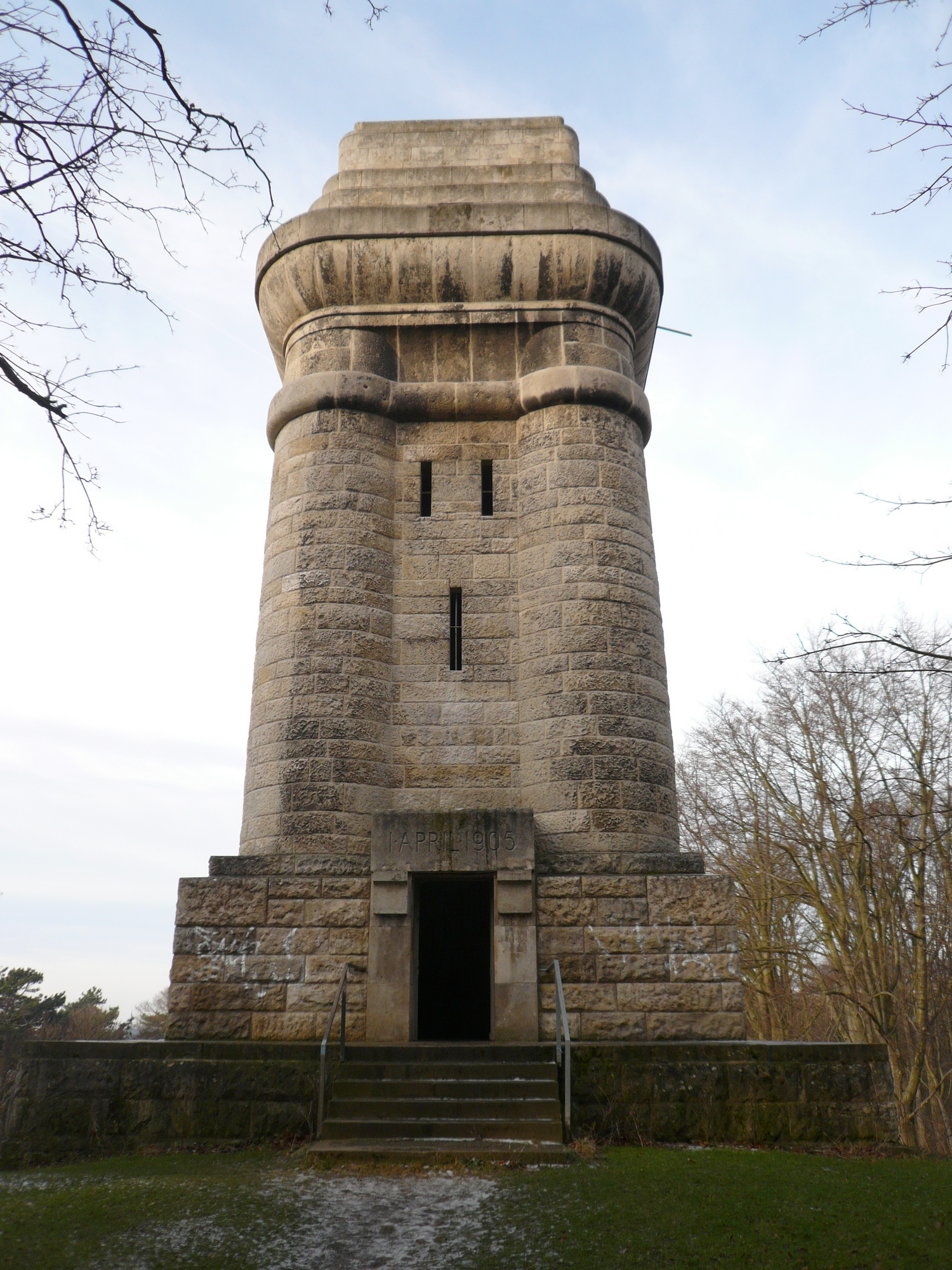
Tour de Hildesheim en Basse-Saxe.
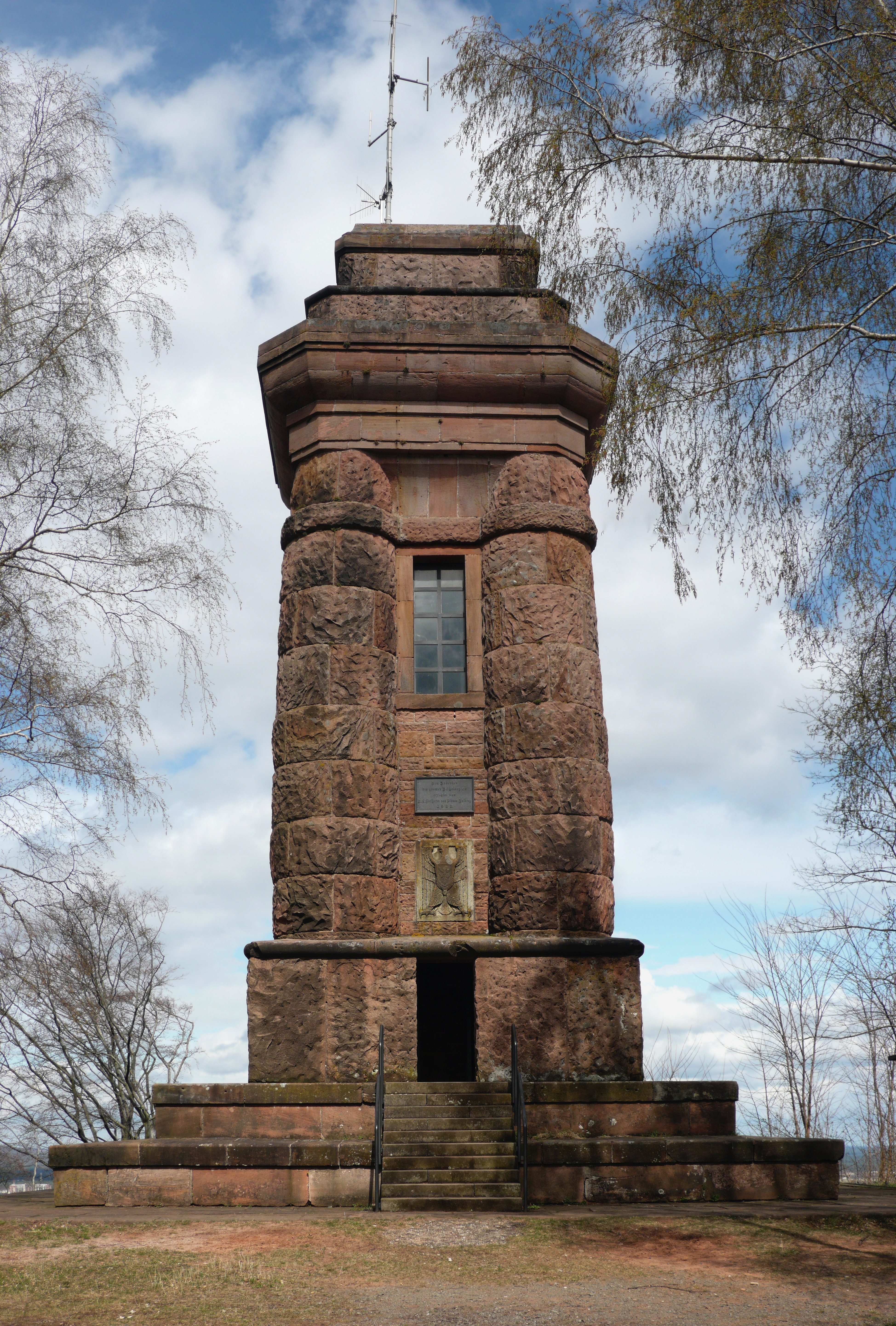
Tour de Landstuhl en Rhénanie-Palatinat.

## Images satellites
- Allemagne
  - Augsbourg 48° 22′ 20″ N, 10° 49′ 48″ E
  - Berg (lac de Starnberg) 47° 56′ 33″ N, 11° 20′ 35″ E
  - Bochum 51° 29′ 26″ N, 7° 13′ 34″ E
  - Burg (Spreewald) 51° 50′ 46″ N, 14° 09′ 25″ E
  - Stuttgart 48° 47′ 37″ N, 9° 09′ 41″ E
  - Wuppertal 51° 15′ 45″ N, 7° 09′ 58″ E